# Eriesthis decora
Eriesthis decora är en skalbaggsart som beskrevs av Louis Albert Péringuey 1902. Eriesthis decora ingår i släktet Eriesthis och familjen Melolonthidae. Inga underarter finns listade i Catalogue of Life.